# Scaptotrigona wheeleri
Scaptotrigona wheeleri là một loài Hymenoptera trong họ Apidae. Loài này được Cockerell mô tả khoa học năm 1913.